# Saint-Imier
Saint-Imier (en alemán Sankt Immer) es una comuna suiza del cantón de Berna, situada en el distrito administrativo del Jura bernés. Limita al norte con las comunas de Les Bois (JU), Le Noirmont (JU) y Muriaux (JU), al este con Villeret, al sur con Val-de-Ruz (NE), y al oeste con Sonvilier.
Hasta el 31 de diciembre de 2009 situada en el distrito de Courtelary.

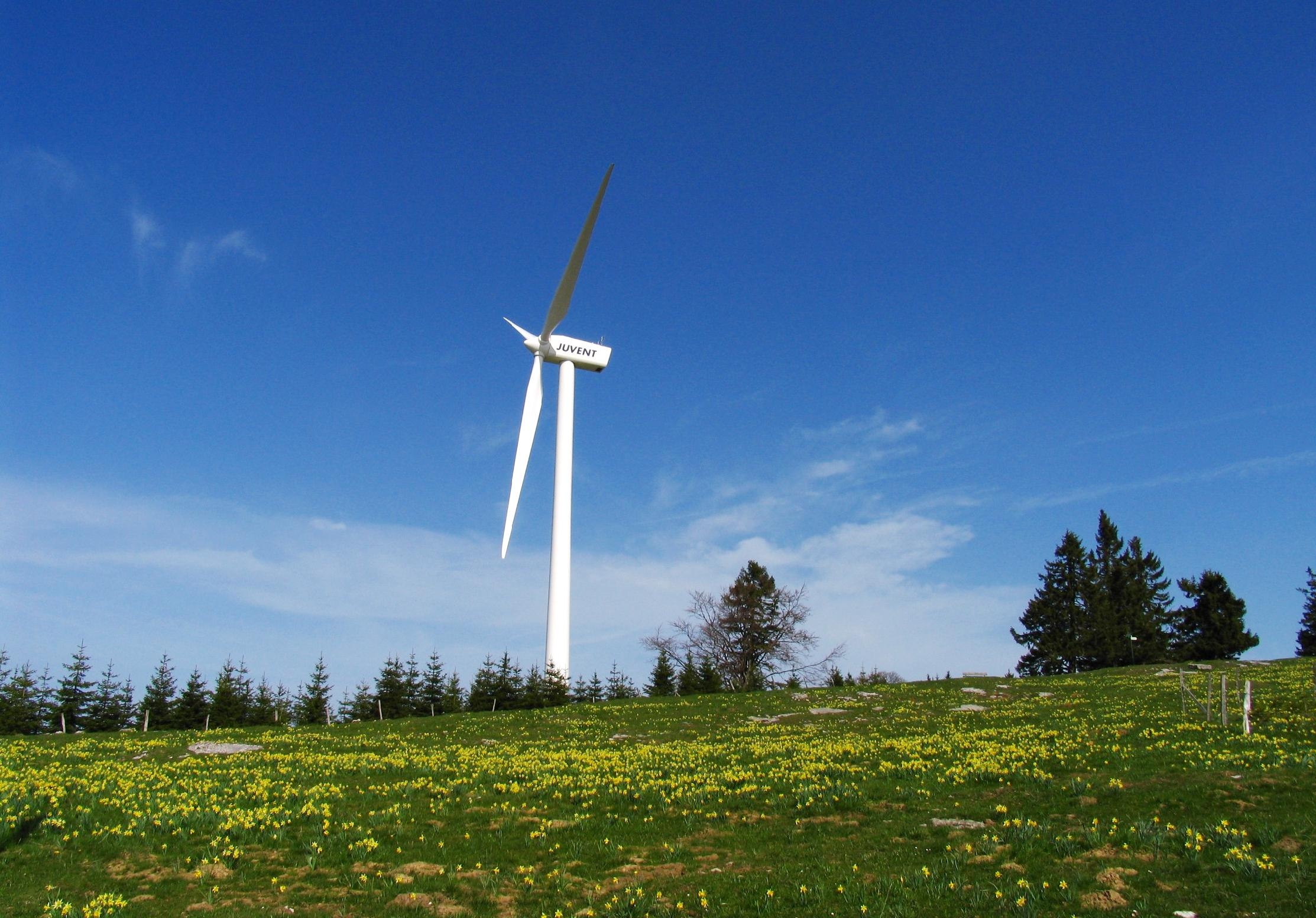
Parque eólico de Mont-Soleil. Primer parque eólico de Suiza.